# Koba Kurtanydze
Koba Kurtanydze (gruzínsky კობა კურტანიძე), (* 13. října 1964 Kvemo Rieti (Gori), Sovětský svaz — 6. prosince 2005 Gori, Gruzie) byl sovětský a gruzínský zápasník–judista.

## Sportovní kariéra
S judem začínal v Gori po vzoru svého bratrance Šoty Čočišviliho (jejich matky byly sestry) a pod vedením Givi Zautašviliho a Gurama Papitašviliho. V sovětské seniorské reprezentaci se pohyboval od roku 1985 v polotěžké váze do 95 kg. V roce 1988 přišel o start na olympijských hrách v Soulu kvůli zraněnému kolenu. V roce 1989 vybojoval v jednom roce titul mistra světa a Evropy, ale po rozpadu Sovětského svaz v roce 1991 z finančních důvodů ukončil sportovní kariéru. Zemřel v roce 2005 v kómatu způsobeném zraněními po výskoku z jedoucího auta.
Koba Kurtanydze byl pravoruký judista, který bojoval z opačného gardu (levého úchopu). Měl v oblibě techniky z hlubokého úchopu na zádech – curi-goši, strhy makikomi.

## Výsledky
| Turnaj             | Sovětský svaz  | Sovětský svaz  | Sovětský svaz  | Sovětský svaz  | Sovětský svaz  | Sovětský svaz  | Sovětský svaz  | Sovětský svaz  |                |                |
| Turnaj             | 1984           | 1985           | 1986           | 1987           | 1988           | 1989           | 1990           | 1991           | 1992           | 1993           |
| Turnaj             | 20             | 21             | 22             | 23             | 24             | 25             | 26             | 27             | 28             | 29             |
| Turnaj             | polotěžká váha | polotěžká váha | polotěžká váha | polotěžká váha | polotěžká váha | polotěžká váha | polotěžká váha | polotěžká váha | polotěžká váha | polotěžká váha |
| ------------------ | -------------- | -------------- | -------------- | -------------- | -------------- | -------------- | -------------- | -------------- | -------------- | -------------- |
| Olympijské hry     | —              |                |                |                | —              |                |                |                | —              |                |
| Mistrovství světa  |                | —              |                | úč.            |                | 1.             |                | —              |                | —              |
| Mistrovství Evropy | —              | —              | 5.             | 1.             | —              | 1.             | 3.             | —              | —              | úč.            |
| ME juniorů         | 3.             |                |                |                |                |                |                |                |                |                |